# Ридингер, Александр Карлович
Александр Карлович Ридингер (нем. Alexander Riedinger; 17 [28] октября 1782 — 25 сентября [7 октября] 1825)) — российский командир эпохи наполеоновских войн, генерал-майор Русской императорской армии.

## Биография
Александр Ридингер родился 17 октября 1782 года; из дворян. Сын тайного советника и выборгского гражданского губернатора К. П. Ридингера (Рюдингера) (нем. Karl Magnus von Rüdinger; 1753—1821).
В шестилетнем возрасте был записан кадетом в Сухопутный шляхетский корпус. С 21 ноября 1796 года служил пажом при дворе Его Императорского Величества, а 9 октября 1798 года произведён в камер-пажи.
В 1801 году начал военную службу: 5 октября произведён в поручики и направлен в Егерский лейб-гвардии полк.
Участвовал в войнах третьей и четвёртой коалиций. В 1805 году в сражении под Аустерлицем был ранен, — награждён золотой шпагой с надписью: «За храбрость». Получил ранение в сражении при Гудштадте в 1807 году, — награждён орденом Св. Владимира 4-й степени с бантом. Тогда же удостоился внеочередного чина полковника.
С 11 апреля 1809 года — комендант Вильманстранда и шеф гарнизонного батальона, а с 30 сентября 1811 года — шеф 44-го егерского полка.
После вторжения Наполеона в пределы Российской империи принял участие во множестве боев Отечественной войны 1812 года.

Принимал участие в заграничном походе русской армии; получил чин генерал-майора (1813), бригадного командира (1814 — командир бригады 21-й пехотной дивизии); 21 сентября 1814 был награждён орденом Св. Георгия 3-й степени № 380 
В воздаяние отличнаго мужества и храбрости, оказанных в сражениях против французских войск с 2 по 25 февраля 1814 года при Суасоне.
Был также награждён орденами Св. Анны 2-й степени (1812) и 1-й степени (1814), шведским орденом Меча (1814), алмазными знаками к ордену Св. Анны 1-й степени — «за исправность бригады» (1822).

## Семья
Был дважды женат; имел девять детей.
От первого брака с Анной Дмитриевной Бехтеевой:
- Пётр
- Александр
- Екатерина
- Вера
- Любовь
- Мария

Второй женой была Елена Матвеевна, урождённая Пеккен (? — 13.09.1865) — её отец действительный статский советник М. Х. Пеккен (1755—1819) был доктором медицины, профессором.
Во втором браке родились:
- Анна
- Фёдор
- Николай (12.04.1825-14.03.1894) — елецкий полицмейстер (1862-1867), генерал-майор (2.02.1883).